# Traematosisis bispinosus
Genre
Espèce
Synonymes
- Araeoncus bispinosus Emerton, 1911

Traematosisis bispinosus, unique représentant du genre Traematosisis, est une espèce d'araignées aranéomorphes de la famille des Linyphiidae.

## Distribution
Cette espèce se rencontre aux États-Unis dans l'État de New York et au Massachusetts et au Canada en Ontario et au Nouveau-Brunswick,.

## Publications originales
- Emerton, 1911 : New spiders from New England. Transactions of the Connecticut Academy of Arts and Sciences, vol. 16, p. 383-407 (texte intégral).
- Bishop & Crosby, 1938 : Studies in American spiders: Miscellaneous genera of Erigoneae, Part II. Journal of the New York Entomological Society, vol. 46, p. 55-107.